# Manuel Arruda Câmara
Manuel Arruda Câmara (Pombal, 1752 – Goiana, 1810) è stato un medico e botanico brasiliano.
Entrò nel Carmelo nel 1783 con il nome di Fratello Manuel del Cuore di Gesù, è ordinato sacerdote prima di partire per studiare in Europa, dove scopre le idee di Voltaire e di Rousseau. Ritornato in Brasile, compie varie missioni di studi botanici  attraverso il Paese, su domanda della Corona portoghese. 
Diventa membro della massoneria e fonda in Brasile il primo cerchio filosofico, che sarà dissolto d'ufficio dalle autorità alcuni anni più tardi. Le sue numerose pubblicazioni furono poco conosciute e il suo lavoro fu in parte attribuito abusivamente ad un altro autore.
Alla fine della sua vita lasciò gli ordini religiosi e morì nel 1810.
Il genere Arrudea Cambess. della famiglia Clusiaceae è un omaggio al suo nome.

## Opere
- Aviso aos lavradores sobre a suposta fermentação de qualquer qualidade de grãos ou pevides para aumento da colheita, Lisboa, 1792;
- A memória sobre a cultura do algodoeiro, 1797;
- Dissertação sobre as plantas do Brasil, 1817;
- Discurso sobre avitalidade da instituição de jardins nas principais províncias do país, 1810;
- Memórias sobre o algodão de Pernambuco, Lisboa, 1810;
- Memórias sobre as plantas de que se podem fazer baunilha no Brasil, (nas memórias da Academia Real das Ciências de Lisboa, v.40, 1814);
- Tratado de Agricultura;
- Tratado da lógica.